# 나 혼자만 레벨업
《나 혼자만 레벨업》(영어: Solo Leveling)은 대한민국의 소설가 추공이 쓴 현대 판타지 장르의 웹소설이다. 2016년 7월 25일부터 2018년 3월 13일까지 플랫폼 카카오페이지에서 연재되었으며, 출판사 디앤씨미디어(D&C MEDIA)에서 단행본으로도 발매되었다. 이후 2018년 3월 4일부터 2021년 12월 29일까지 카카오페이지에서 웹툰으로도 연재되었다. 약칭은 '나혼렙'.

## 줄거리
10여 년 전, 다른 차원과 이쪽 세계를 이어 주는 통로 ‘게이트’가 열리고, 특별한 능력을 지닌 각성자들이 생겨났고, 이들 중 던전에 들어가 마물을 사냥하는 각성자들을 일컬어 '헌터’라 부르기 시작했다. 그러나 모든 헌터가 강한 것은 아니다. E급 헌터 중에서도 가장 약한 나머지 ‘인류 최약병기’라는 별명이 있는 ‘성진우’는 하급 던전으로 생계를 이어가고 있었다.
그러던 어느날, 성진우는 D급 던전에 들어가서 레이드를 하던 도중 이중 던전에 들어가게 되고, 자신과 함께 레이드에 들어온 일행을 구출시키다가 더욱 큰 위험에 빠진다. 결국 죽음을 맞이하려던 순간 「플레이어가 되시겠습니까?」라는 메시지가 뜨게 된다. 성진우는 달리 선택권이 없었이 "예"라고 대답하며 그와 동시에 어떠한 능력을 얻게 된다. 비밀 퀘스트를 클리어하고 몬스터를 사냥하면 레벨이 오르는, 온 인류를 통틀어 오직 성진우만이 가진 특별한 능력이었다.

## 등장인물
빗금(/) 옆은 일본에서 방영할 때의 이름이다.

### 인간

#### 한국인
- 성진우/미즈시노 슌(일본어: 水篠 旬)

성우: 반 타이토/민승우
주인공. 원래는 E급의 최약체 헌터였으나 레벨 업이 가능한 유일무이한 능력을 얻고 재각성을 하여 세계최강의 S급 헌터가 된다.후에 유진호와 아진길드를 설립한다. 후일 그림자의 군주가 된다.
- 유진호/모로비시 켄타(일본어: 諸菱賢太)

성우: 나카무라 겐타/심규혁
D급 헌터. 대한민국의 최대 기업 중 하나인 유진 건설의 차남. 자신을 구해준 성진우를 잘 따르며 성진우에게 도움이 되고 싶어 한다.
- 성진아/미즈시노 아오이(일본어: 水篠 葵)

성우: 미카와 하루나/신나리
성진우의 여동생. 아버지는 실종되고 어머니는 익면증에 걸렸다. 부모님 대신 집안을 돌본 성진우를 잘 따르고 믿는다.
- 성일환/미즈시로 준이치로(일본어: 水篠 ジュンイチロー)

성진우의 아버지. 작품 속에서는 처음에 실종한 채로 등장한다. 성진우를 살리기 위해 희생한다. 과거 목숨을 잃을 뻔하다가 지배자들로부터 제안을 받아들여서 광휘의 파편이 된다.
- 박경혜/미즈시노 사토코(일본어: 水篠 聡子)

성진우의 어머니. 익면증에 걸려서 의식이 없는 채로 지내다 성진우가 '악마성'에서 얻은 '생명의 신수'로 깨운다.
- 차해인/코사카 시즈쿠(일본어: 向坂 雫)

성우: 우에다 레이나/유영
헌터스 길드 부마스터이자 국내 유일 S급 여성 헌터. 능력을 각성했던 때부터 헌터들에게 악취를 맡는다. 그러나 어째서인지 성진우는 그 냄새가 나지 않자 의아해한다.주인공인 성진우를 좋아한다. 이그리트와 베르를 이길 수 있을 정도의 힘을 지녔다. 나중에 〈외전〉 편에서 성진우와 결혼해 성수호라는 아이를 낳는다.
- 고건희/고토 키요미(일본어: 後藤清臣)

성우: 긴가 반죠/송준석
한국 헌터 협회장이자 최상위 S급 헌터이다. 80이 넘은 나이 때문에 심장이 좋지 않다. 후에 군주를 담을 수 있는 그릇이라는 명목(사실은 광휘의 파편이다.)으로 혹한의 군주 바루카에게 살해당한다.
- 황동수/우쿄 마사토(일본어: 右京 将人)

성우: 스와베 쥰이치/최현수
스캐빈저 길드 소속 한국인 S급 헌터. 미국으로 이민을 갔으며 자신의 형을 성진우가 죽였다고 생각해 성진우에게 앙심을 품은 뒤 유진호를 협박하여 대답을 들으려 한다. 하지만 후에 성진우에게 죽는다.
- 백윤호/시라카와 타이가(일본어: 白川大虎)

성우: 토치 히로키/한복현
백호 길드 마스터이자 S급 헌터. 싸울때 백호와 인간의 중간인 반인반수로 변한다.이때는 평소보다 더 강해지지만 본인은 이 모습을 매우 싫어한다. 평소에는 사람이다.
- 최종인/모가미 신(일본어: 最上 真)

성우: 히라카와 다이스케/정재헌
헌터스 길드의 마스터이자 S급 마법계 헌터. 불 타입의 마법을 주로 사용한다.
백윤호와 기싸움을 할 때는 뱀으로 표현된다.
- 마동욱/마지다 도겐(일본어: 町田 堂玄)

명성 길드의 마스터이자 S급 탱커.
- 우진철/이누카이 아키라(일본어: 犬飼 晃)

성우: 후루카와 마코토/신범식
헌터 협회 감시과 과장으로 S급에 가까운 A급. 후에 2대 협회장이 된다.
- 이주희/미즈키 에리(일본어: 観月絵里)

성우: 혼이즈미 리나/송하림
B급 힐러. 부상이 잦은 진우를 걱정한다. 마음이 여리며 자신의 실력보다 등급이 낮은 던전에 참가하고 있다.
- 민병구

성우: 강성우
S급 힐러. 제4차 제주도 레이드 때 죽는다. 성진우가 차해인을 살리기 위하여 일시적으로 그림자 병사로 만들었으나, 성진우가 소환 해제한다.

#### 외국인
- 고토 류지

일본의 최대 길드 발검의 마스터이자 일본 최강의 S급 헌터. 제주도레이드 당시 개미왕(베르)에게 죽었다.
- 노마 셀너

다른 헌터의 능력을 영구적으로 강화시킬 수 있는 능력을 지닌 각성자.
- 토마스 안드레

스케빈저 길드 마스터이자 국가 권력급 헌터.
후에 황동수 때문에 성진우와 맞붙게 된다. 하지만 변신(광휘의 파편의 모습으로)을 했음에도 불구하고 수많은 부위에 골절과 타박상을 입으며 패배하게 된다. 죽진 않는다. 송곳니의 군주에게 변신 모습으로도 힘으로 밀렸다
- 류즈캉

중국의 국가 권력급 헌터. 중국의 독자적인 분류 체계로는 7성급이다.

#### 그 밖
- 설계자

성진우가 E급 헌터 시절에 제일 먼저 나온 석상형 몬스터. 평상시에는 가만히 조건을 드는 조건석판을 들고있는 천사의 석상으로 있다가 성진우에게 들켜 본모습을 드러냈다. 마지막엔 결국 성진우에게 설계자 권한을 빼앗기고 죽었다.

### 군주
- 그림자 군주 아스본(망자들의 왕)

본래는 가장 빛나는 광휘의 파편이였지만 죽은 후 되살아나 그림자 군주로 각성했다.
그뒤 성진우 에게 군주자리를 물려준다.
- 백염의 군주 바란(악마들의 왕)

작중 과거에 송곳니 군주와 함께 그림자 군주랑 싸웠으나 역으로 죽었다.
- 태초의 군주 레기아(거인들의 왕)

일본의 초대형 게이트에서 만난 군주. 주인공을 도와주겠다고 결박된 사슬을 풀어달라고 하지만 "너는 인간의 편이냐"라는 질문에 답을 못하고 결국 살해당한다.
- 파멸의 군주 안타레스(광룡들의 왕)

그림자 군주를 능가할 강한 군주로 작중 마지막 관문으로 등장한다.
- 혹한의 군주 바루카(설인들의 왕)

한국 헌터협회장을 죽이고 다른 두 군주와 함께 성진우도 죽였지만 그림자 군주로 각성해 부활한 성진우에게 한방에 죽는다.
- 송곳니의 군주(짐승들의 왕)

혹한의 군주, 역병의 군주와 성진우를 공격했지만 그림자 군주로 부활한 성진우에게 죽임을 당한다.이전에 아스본을 배신 했다. 부활한 성진우에게 완전체의 모습으로 4번의 공격으로 죽었다.
- 역병의 군주 퀘레샤(벌레들의 왕)

혹한의 군주, 송곳니 군주와 성진우를 공격했지만 성진우에게 스킬인 [난도질]로 인하여 죽임을 당한다.
- 강체의 군주(요인들의 왕)

작중 최후의 전투에서 파멸을 도와 성진우를 죽이려 들지만 이후 성진우의 '그림자 군단'에게 죽는다.
- 환계의 군주 요그문트(마령들의 왕)

작중 최후의 전투에서 파멸을 돕지만 오히려 죽임을 당한다.

### 그림자 병사
- 베르

성진우의 개미형 그림자 병사이다. 이름은 소설 《개미》의 작가, 베르나르 베르베르의 이름에서 따온 것이다.
후일담에서는 진우의 아들 '성수호'의 베이비 시터가 되었다.
사극을 좋아해 말투를 따라하는 모습을 보인다.
- 이그리트

성진우의 기사형 그림자 병사, 머리에 붉은 깃을 달고 있다.
〈외전〉 편에서는 진우의 공부를 돕다가 공부광이 된다.
- 아이언

진우의 첫 번째 사람으로 만든 기사다. 원래는 A급 탱커 김철이었다. 도발 스킬을 쓰고 망치를 가지고 있다. 말할 때 하는 말은 "우어어어!", "우어?"이다.
- 어금니

원래는 하이오크 대주술사였다. 저주와 축복 마법을 쓸 수 있다. 그림자 병사가 되고 엄청난 불기둥을 쏜다.
- 그리드

황동수가 성진우에게 죽임을 당했을 때 생겨난 그림자 병사. 거만해서 죽었다는 뜻에서 7대 죄악 중 하나인 그리드(거만)로 이름을 지었다.
처음으로 주어진 임무가 바닥에 머리 박는 것이었다.
- 탱크

A급 던전인 레드 게이트 겨울 숲에서 성진우가 몬스터인 아이스베어를 죽이고 나온 짐승형 그림자 병사. 처음엔 이름 짓기를 망설였다가 악마성에서 악마들을 탱크로 밀듯이 길을 터는 모습을 보고 탱크라 지었다.
- 카이셀

원래 '백염의 군주'인 바란이 타고 다녔던 와이번이었다. 설계자가 만든 악마성에선 원판보다 상당히 약해진 바란이 타고 있었다. 현재는 성진우의 교통수단으로 사용되고 있다.
- 지마

성진우가 사냥한 나사족의 보스로 만든 어룡형 그림자 병사이다. 스스로 크기 조절을 할 수 있으며, 항상 삼지창을 들고 다닌다.
- 벨리온

선 그림자 군주였던 아스본의 부하이자 총군단장이었다. S급은 한번에 처리하는 베르를 제압할 만큼 강하다. 무기는 늘어나는 한손대검을 사용한다.
- 6호

성진우가 일본에서 사냥한 거인족으로 만든 소환수이다. 다른 거인들보다 유난히 주먹이 거대하다. 다른 네임드 소환수들과 달리 거인족의 경우 딱히 누가 보스라고 할만큼 유독 특별한 개체는 없었기에 거인족 병사들끼리 서로 싸우게 해서 이긴 녀석을 대장으로 임명했다. 이름 또한 소환수로 만든 순서이다.
- 민병구

체력이 너무 낮아서 포션도 적용되지 않던 차해인을 회복시키기 위해 유일한 힐러였던 민병구를 부활시킨 그림자 병사였다. 끝까지 제 의무를 하고 전사한 민병구를 그림자 병사로 부려먹어 욕 보일 생각은 없었고, 더 이상 민병구가 싸움을 겪지 않게 해달라는 백윤호의 부탁도 있었기에 치료만 끝내고 바로 소환해제하여 성불시켜주었다.

## 발행 목록

### 소설
| 권수 | 권수                  | 발매일           | ISBN                   |
| ---- | --------------------- | ---------------- | ---------------------- |
| 1    | 나 혼자만 레벨업 1    | 2016년 11월 4일  | ISBN 979-11-7033-666-2 |
| 2    | 나 혼자만 레벨업 2    | 2016년 11월 4일  | ISBN 979-11-7033-667-9 |
| 3    | 나 혼자만 레벨업 3    | 2016년 12월 21일 | ISBN 979-11-7033-755-3 |
| 4    | 나 혼자만 레벨업 4    | 2017년 1월 25일  | ISBN 979-11-7033-858-1 |
| 5    | 나 혼자만 레벨업 5    | 2017년 2월 23일  | ISBN 979-11-7033-911-3 |
| 6    | 나 혼자만 레벨업 6    | 2017년 3월 20일  | ISBN 979-11-7033-976-2 |
| 7    | 나 혼자만 레벨업 7    | 2017년 4월 24일  | ISBN 979-11-6140-318-2 |
| 8    | 나 혼자만 레벨업 8    | 2017년 5월 24일  | ISBN 979-11-6140-412-7 |
| 9    | 나 혼자만 레벨업 9    | 2017년 6월 22일  | ISBN 979-11-6140-467-7 |
| 10   | 나 혼자만 레벨업 10   | 2017년 7월 20일  | ISBN 979-11-6140-549-0 |
| 11   | 나 혼자만 레벨업 11   | 2017년 8월 24일  | ISBN 979-11-6140-626-8 |
| 12   | 나 혼자만 레벨업 12   | 2017년 9월 21일  | ISBN 979-11-6140-693-0 |
| 13   | 나 혼자만 레벨업 13   | 2017년 10월 27일 | ISBN 979-11-6140-827-9 |
| 14   | 나 혼자만 레벨업 외전 | 2018년 4월 18일  | ISBN 979-11-6268-337-8 |

### 웹툰
| 권수 | 권수               | 발매일          | ISBN                   |
| ---- | ------------------ | --------------- | ---------------------- |
| 1    | 나 혼자만 레벨업 1 | 2019년 9월 26일 | ISBN 979-11-89320-29-4 |
| 2    | 나 혼자만 레벨업 2 | 2020년 1월 30일 | ISBN 979-11-89320-36-2 |
| 3    | 나 혼자만 레벨업 3 | 2020년 8월 27일 | ISBN 979-11-89320-69-0 |
| 4    | 나 혼자만 레벨업 4 | 2021년 4월 29일 | ISBN 979-11-91363-73-9 |
| 5    | 나 혼자만 레벨업 5 | 2021년 10월 7일 | ISBN 979-11-6777002-8  |
| 6    | 나 혼자만 레벨업 6 | 2022년 7월 25일 | ISBN 979-1-16-777037-0 |
| 7    | 나 혼자만 레벨업 7 | 2023년 2월 22일 | ISBN 979-1-16-777070-7 |
| 8    | 나 혼자만 레벨업 8 | 2023년 2월 22일 | ISBN 979-1-16-777089-9 |
| 9    | 나 혼자만 레벨업 9 | 2023년 8월 30일 | ISBN 979-1-16-777113-1 |

## TV 애니메이션
2021년 2월 1일에 동아일보에 디앤씨미디어에서 애니메이션 제작을 추진 중이라고 보도되었다. 2022년 7월 4일에 애니메이션 제작이 발표되었다.
제1기가 2024년 1월부터 3월까지 TOKYO MX 등에서 방송되었다.
한국, 미국 등의 국가에서도 방송되었다. 일본에서의 방송은 기본적으로 캐릭터가 일본판의 인물명으로 되어 있지만, 방송처에 따라서는 이름만 원작 그대로인 곳도 있다. 그것을 감안해서인지, 애니메이션판 작품 중에서의 문자 표현은 영어 표기로 되어 있다.
제1기 방송 종료 직후 제2기 《나 혼자만 레벨업 Season 2 -Arise from the Shadow-》의 제작 결정이 발표되었다.

### 스태프
- 원작 - 장성락, 추공, 현군
- 감독 - 나카시게 슌스케
- 시리즈 구성 - 키무라 노보루
- 캐릭터 디자인 - 스도 토모코
- 서브 캐릭터 디자인 - 후루즈미 치아키
- 몬스터 디자인 - 토쿠다 히로타카
- 프롭 디자인 - 시라이시 소타로
- 액션 디렉터 - 칸노 요시히로
- 키 애니메이터 - 토리이 타카시, 마루야마 히로카츠, 하시모토 카이토, 나카가와 하지메
- 미술 설정 - 사토 마사히로, 와타나베 마사키, 하야시 마사미, 히시누마 요시노리
- 미술 감독 - 오쿠무라 야스히로
- 색채 설계 - 나카노 나오미
- 촬영 감독 - 이세키 다이치
- CG 감독 - 모리오카 토시타카
- 모션 그래픽스 - 오오시로 마사무네
- 편집 - 콘도 유지
- 음향 감독 - 타나카 료
- 음악 - 사와노 히로유키
- 음악 제작 - 애니플렉스
- 프로듀서 - 후루하시 소타, 강계원, 박진해, 타카하시 카나코, 김아영
- 애니메이션 프로듀서 - 카네코 아츠시
- 애니메이션 제작 - A-1 Pictures
- 제작 - Solo Leveling Animation Partners(애니플렉스, 넷마블, 디앤씨미디어, 카카오 픽코마, 크런치롤)

### 주제가
LEveL
SawanoHiroyuki[nZk]×투모로우바이투게더에 의한 오프닝 테마. / 작사 - 사와노 히로유키, Benjamin / 작곡·편곡 - 사와노 히로유키
request
krage에 의한 엔딩 테마.
일부 지역에서는 영어 가사판이 사용된다.

### 방영 목록
| 화수 | 제목                                 | 각본              | 그림 콘티                       | 연출                        | 작화 감독 | 총작화 감독                 | 방송일         |
| ---- | ------------------------------------ | ----------------- | ------------------------------- | --------------------------- | --- | --------------------------- | -------------- |
| 01   | I’m Used to It                       | 키무라 노보루     | 나카시게 슌스케 토쿠다 히로타카 | 나카시게 슌스케             | 스도 토모코 후루즈미 치아키 토쿠다 히로타카 | -                           | 2024년 1월 7일 |
| 02   | If I had one more chance             | 이시이 후카       | 호리우치 유야                   | 호리우치 유야               | 이마다 아카네 사이토 스구루 이시카와 아이리 黄鶴亭 | 후루즈미 치아키             | 1월 14일       |
| 03   | It's Like a Game                     | 이리에 신고       | 키쿠치 타카유키                 | 키쿠치 타카유키             | 카와무라 료코 키타죠 나오아키 諸葛子敬 타나베 타카아키 蒙晏妮 류취안 | 스도 토모코                 | 1월 21일       |
| 04   | I've Gotta Get Stronger              | 이리에 신고       | 모리모토 이쿠로 칸노 요시히로   | 하마사키 토오루             | 이시이 유미코 이마오카 다이 무사 유키코 郭婷 아베 아카리 사토 아이카 | 토쿠다 히로타카             | 1월 28일       |
| 05   | A Pretty Good Deal                   | 카이호 노리미츠   | 하야세 마키코                   | 하야세 마키코               | 이마다 아카네 이시카와 아이리 사이토 스구루 黄 鶴亭 무사 유키코 호리 미츠아키 | 후루즈미 치아키             | 2월 4일        |
| 06   | The Real Hunt Begins                 | 카이호 노리미츠   | 사쿠마 타카시 칸노 요시히로     | 사쿠마 타카시               | 류취안 타나베 타카아키 이마오카 다이 諸葛子敬 카와무라 료코 郭 婷 | 스도 토모코                 | 2월 11일       |
| 07   | Let's See How Far I Can Go           | 무라코시 시게루   | 호리우치 유야                   | 호리우치 유야               | 이시이 유미코 이마다 아카네 이시카와 아이리 세키네 유즈키 무사 유키코 키타죠 나오아키 이가라시 토모미 | 토쿠다 히로타카             | 2월 18일       |
| 08   | This is Frustrating                  | 나카시게 슌스케   | 오오시로 히로무                 | 오오시로 히로무             | 히나타 하루카 야마사키 에미 니노미야 나나코 세키네 유즈키 이시이 유미코 | 후루즈미 치아키             | 3월 3일        |
| 09   | You've Been Hiding Your Skills       | 이리에 신고       | 토쿠다 히로타카                 | 토쿠다 히로타카             | 黄 鶴亭 카와베 유스케 이시카와 아이리 이마다 아카네 아베 아카리 사토 아이카 이시츠카 소라 시마다 사토시 | 스도 토모코 토쿠다 히로타카 | 3월 10일       |
| 10   | What Is This, a Picnic?              | 토미나가 요시카즈 | 오노우에 히로키                 | 호리우치 유지 사쿠마 타카시 | 키타죠 나오아키 이마오카 다이 카와무라 료코 소토자키 코테츠 이마다 아카네 후에키 유나 | 토쿠다 히로타카             | 3월 17일       |
| 11   | A Knight Who Defends an Empty Throne | 키무라 노보루     | 키쿠치 타카유키                 | 키쿠치 타카유키             | 무사 유키코 이시카와 아이리 아베 아카리 사토 아이카 카와베 유스케 諸葛子敬 류취안 타나베 타카아키 閣閣有旨動画 빛의 정원 애니메이션 하시모토 카이토 토쿠다 히로타카                                                                   | 후루즈미 치아키             | 3월 24일       |
| 12   | Arise                                | 키무라 노보루     | 나카시게 슌스케                 | 나카시게 슌스케             | 세키네 유즈키 黄 鶴亭 호리 미츠아키 스즈키 리사 카와무라 료코 키타죠 나오아키 타나베 타카아키 류취안 야마사키 에미 무사 유키코 마루야마 히로카츠 이마오카 다이 소토자키 코테츠 이가라시 토모미 노승우 何 振偉 鄢 嘉儀 龍 光 토야 켄토 | 스도 토모코                 | 3월 31일       |

## 디지털 제품
대한민국의 주식회사 Otherworld(소재지:)는, 2024년 12월 23일, 디지털 콜렉티브 플랫폼 「나만 레벨업한 건: Unlimited (SL:U)」의 제1 시즌 「Prologue」를 일반 공개한다. 활용하여 운영되고 있다.

## 관련 논문
- 김정희, 〈웹소설 《나 혼자만 레벨업》을 통해 본 한국형 영웅서사의 원형 - 〈주몽신화〉와의 비교를 중심으로 -〉, 《문화콘텐츠연구》 27, 건국대학교 서사와 문학치료 연구소, 2023년
- 박성애·김한결, 〈웹툰 <나 혼자만 레벨업>에 재현된 단선(單線)적 세계와 아버지 되기의 욕망〉, 《돈암어문학》 46, 돈암어문학회, 2024년